# Kshiprai

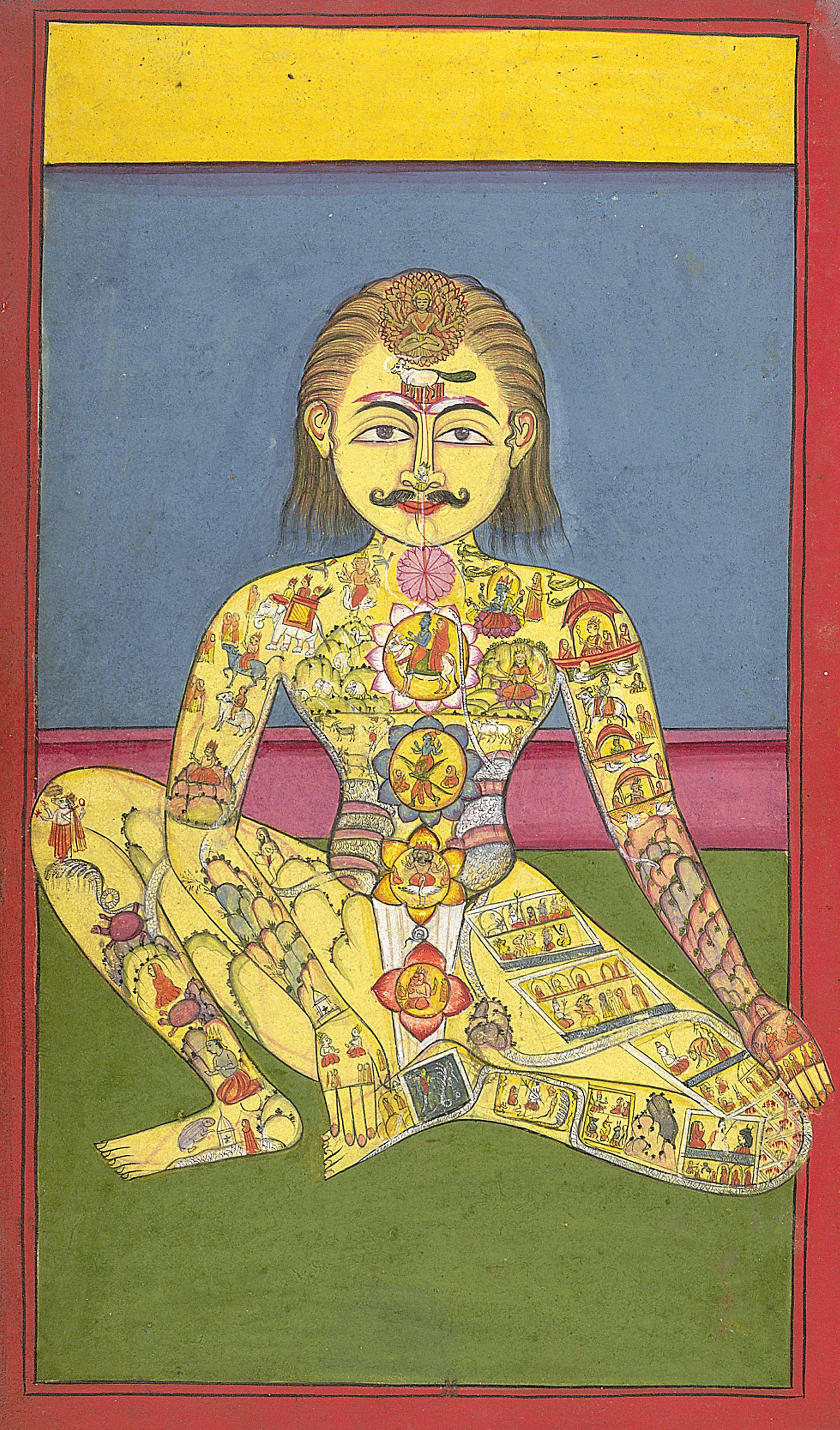
oude Tibetaanse kaart met de 7 Chakra's en de belangrijkste marmapunten

Kshiprai (Kshiprai-punt) is een marmapunt gelegen op de handen. Marmapunten worden in Oosterse filosofieën gebruikt bij massage, yoga, reflexologie en reiki. Men gelooft dat een marmapunt op een nadi ligt en zo een uitwerking kan hebben op een bepaald lichaamsdeel, proces of emotie
| Kshiprai      |                                                                                                   |
| ------------- | ------------------------------------------------------------------------------------------------- |
| Positie       | Kshiprai is gelegen op de handpalm op de verdikking onder de pink.                                |
| Functie       | het beheerst overdag de hartstocht en spirituele wilskracht en 's nachts de maag op fysiek niveau |
| Bijzonderheid | het heeft dezelfde functie als Kshipra, alleen de ligging op de hand is anders                    |

## Overige marmapunten
Naar schatting zijn er 62.000 marmapunten in het lichaam. De belangrijkste 52 zijn: